# حور (نبات)
الحَوْر أو الحَوَر (باللاتينية: Populus) هو جنس شجري من الفصيلة الصفصافية. خشبه لين تسهل معالجته، يستعمل في صناعة الأثاث واللوازم الخشبية.

## الوصف النباتي
شجرة نفضية يصل ارتفاع بعض أنواعها إلى ثلاثين متراً.

## البيئة والتأقلم
تقاوم شجرة الحور الرياح الشديدة. تتحمل حرارة الصيف وبرودة الشتاء، ولكنها تخشى الأتربة الغدقة المالحة وتتطلب تربة خصبة نفوذة ومياهاً وافرة وإضاءة قوية.

## أهم أنواعه
- الحور الأبيض (باللاتينية: Populus alba)
- الحور الأسود
- الحور الفراتي (باللاتينية: Populus euphratica)
- الحور البلسمي (باللاتينية: Populus balsamifera)
- الحور ضيق الأوراق (باللاتينية: Populus angustifolia)
- الحور الكوري (باللاتينية: Populus koreana)

## روابط إضافية
- تفاصيل مفيدة عن أشجار الحور